# Planta trepadora
En botánica, una planta trepadora es una planta que se encarama a un elemento vivo o muerto (muro, espaldera, etc) apoyándose en él, sin alimentarse del mismo. Este elemento se llama "hospedador". El recurso por el que compite la trepadora con su hospedador es la luz del sol. La luz en este caso es un "recurso", no una "condición" y cuando se vuelve escaso las plantas deben competir entre ellas por él. Las enredaderas son plantas de crecimiento lento que se adaptan con facilidad a diversas superficies, trepando con gracia y formando patrones naturales. Su desarrollo pausado les permite expandirse de manera armoniosa, sin prisa, mientras sus tallos y hojas, organizados en figuras geométricas como rombos o espirales, se entrelazan con precisión. Su cuerpo plano les facilita adherirse a muros, troncos y otras estructuras, desplegándose en un delicado equilibrio entre expansión y sujeción.  
Al tacto, su piel es suave y en algunos casos aterciopelada, transmitiendo una sensación delicada, casi sedosa. Algunas variedades presentan un aroma sutil en sus hojas o flores, especialmente al rozarlas. Sus raíces, aunque pequeñas, se aferran con firmeza al sustrato, permitiéndoles mantenerse estables a pesar de su expansión.
Dependiendo de su entorno, pueden desarrollar tonos verdes intensos o matices más pálidos, y en ciertas estaciones, algunas especies adquieren un tinte rojizo o dorado en sus hojas. Su crecimiento lento y su avance paciente y meticuloso las convierte en símbolo de resistencia y adaptabilidad, recordándonos que la naturaleza no tiene prisa, pero siempre sigue su curso.

## Grupos ecológicos
Las plantas trepadoras pertenecen a dos grupos ecológicos, con hábito de crecimiento diferente:
- Plantas de guía trepadoras. Inician su parasitosis mecánica como herbáceas.
- Plantas semitrepadoras o apoyantes. Inician su vida de forma erguida y leñosa —con un hábito de crecimiento por lo tanto de desarrollo más lento— y al alcanzar cierta altura su propio peso las vence y tienen que apoyarse y entrelazarse entre las ramas de la vegetación circundante. Un ejemplo de este tipo de plantas son los rosales.

No todas las plantas de guía son trepadoras, pero sí lo son todas las semitrepadoras o apoyantes. Aunque no son las únicas parásitas mecánicas, también lo son las plantas epífitas, las hemiepífitas y las hemiparásitas epífitas.

Tipos
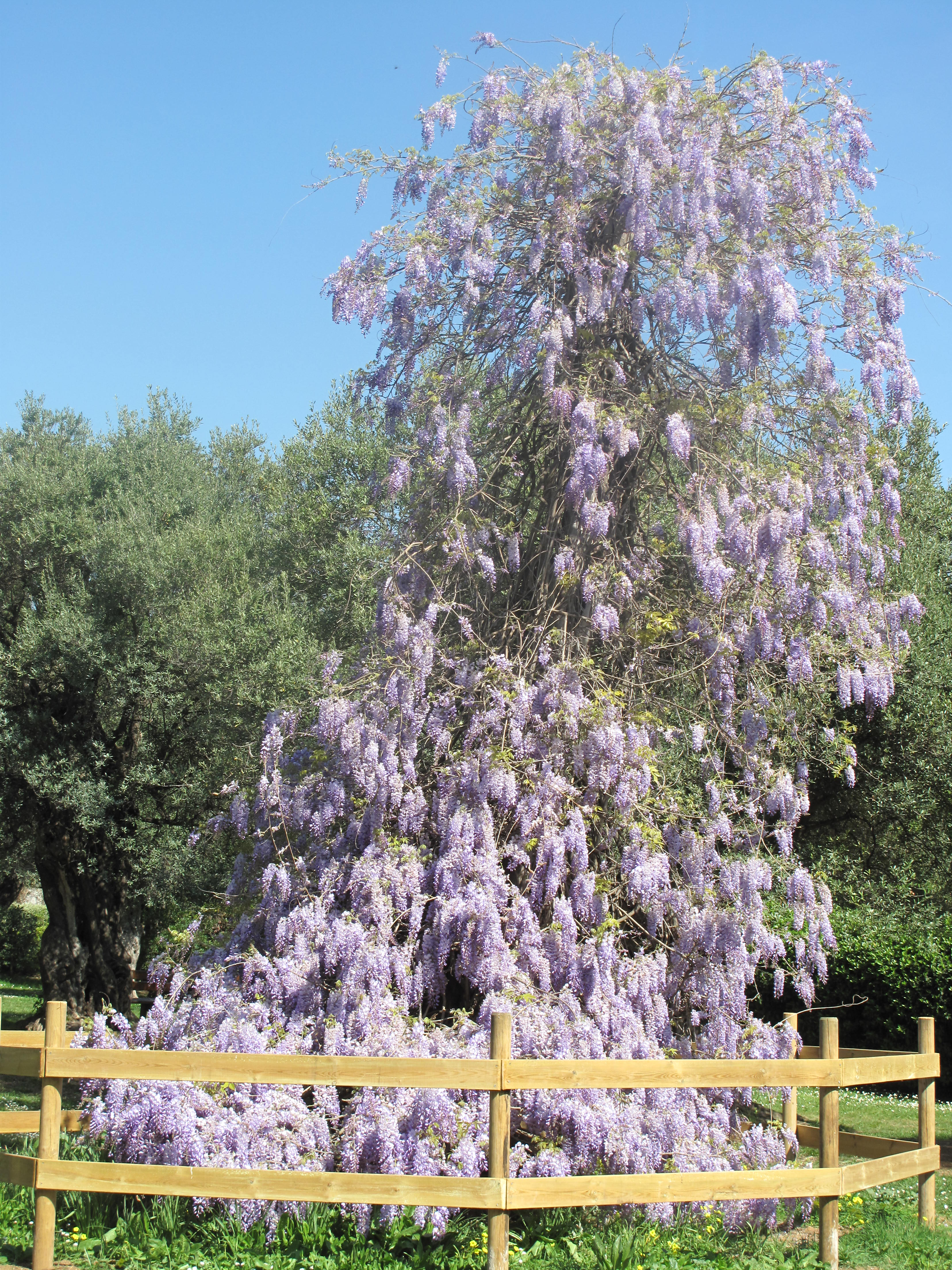
La glicina es una planta guiadora leñosa. Su órgano de fijación es su tallo voluble.
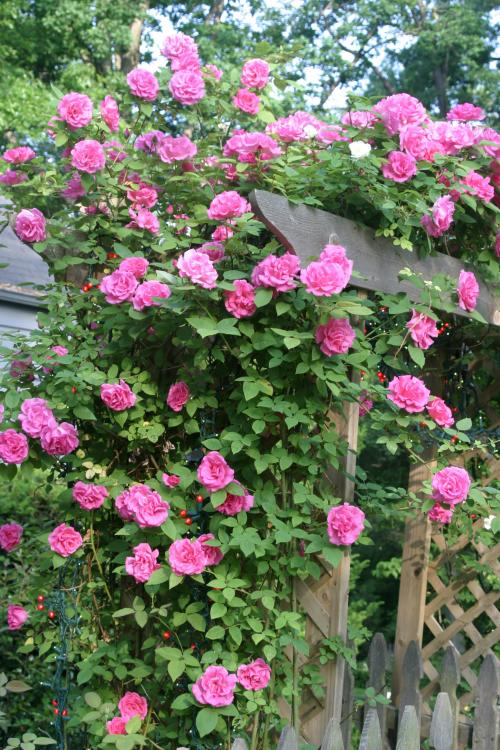
El rosal es una planta semitrepadora o apoyante. Su órgano de fijación son sus ramas largas y leñosas armadas de aguijones.
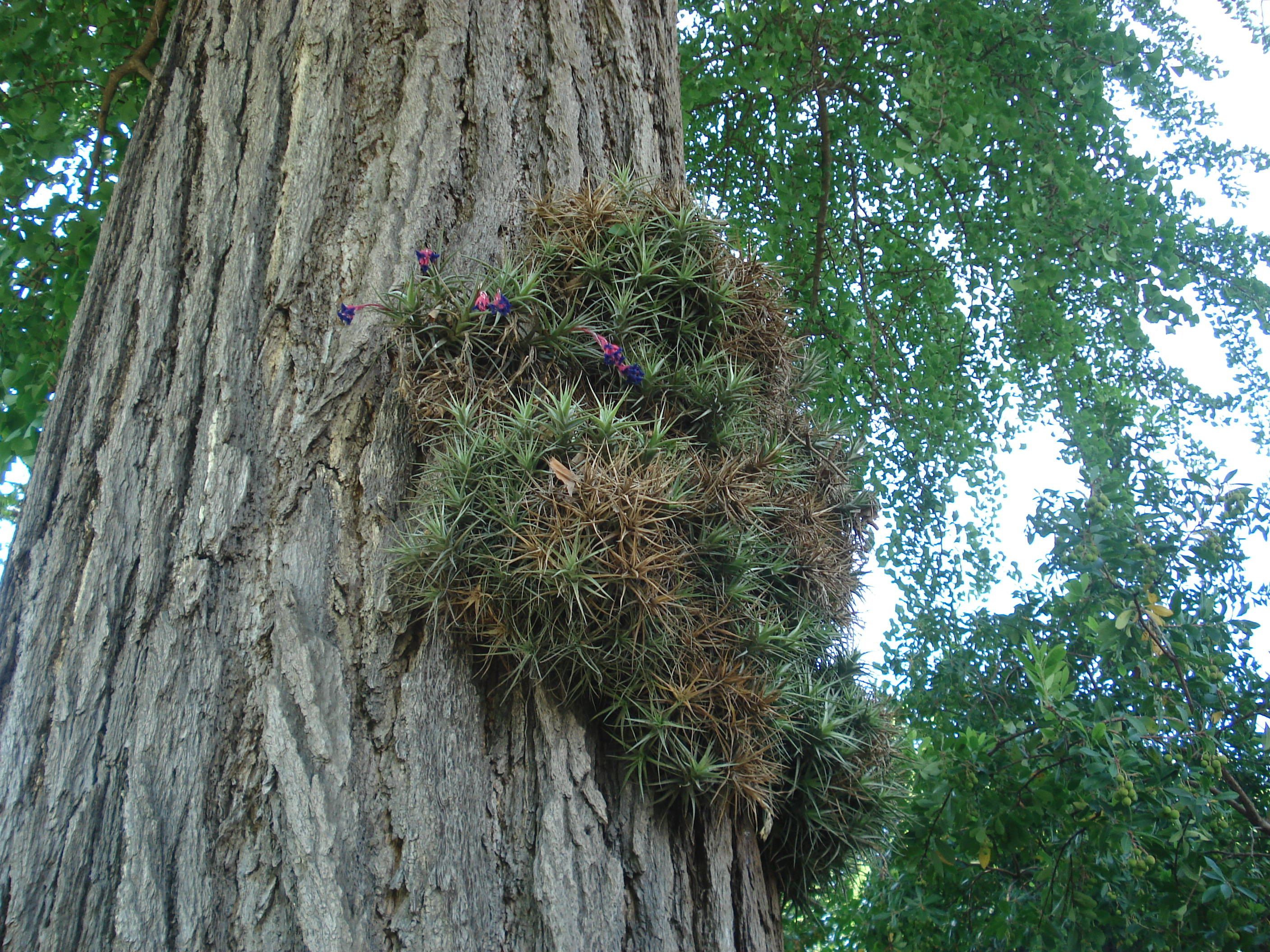
Epifita Tillandsia aeranthos viviendo sobre un Ginkgo biloba
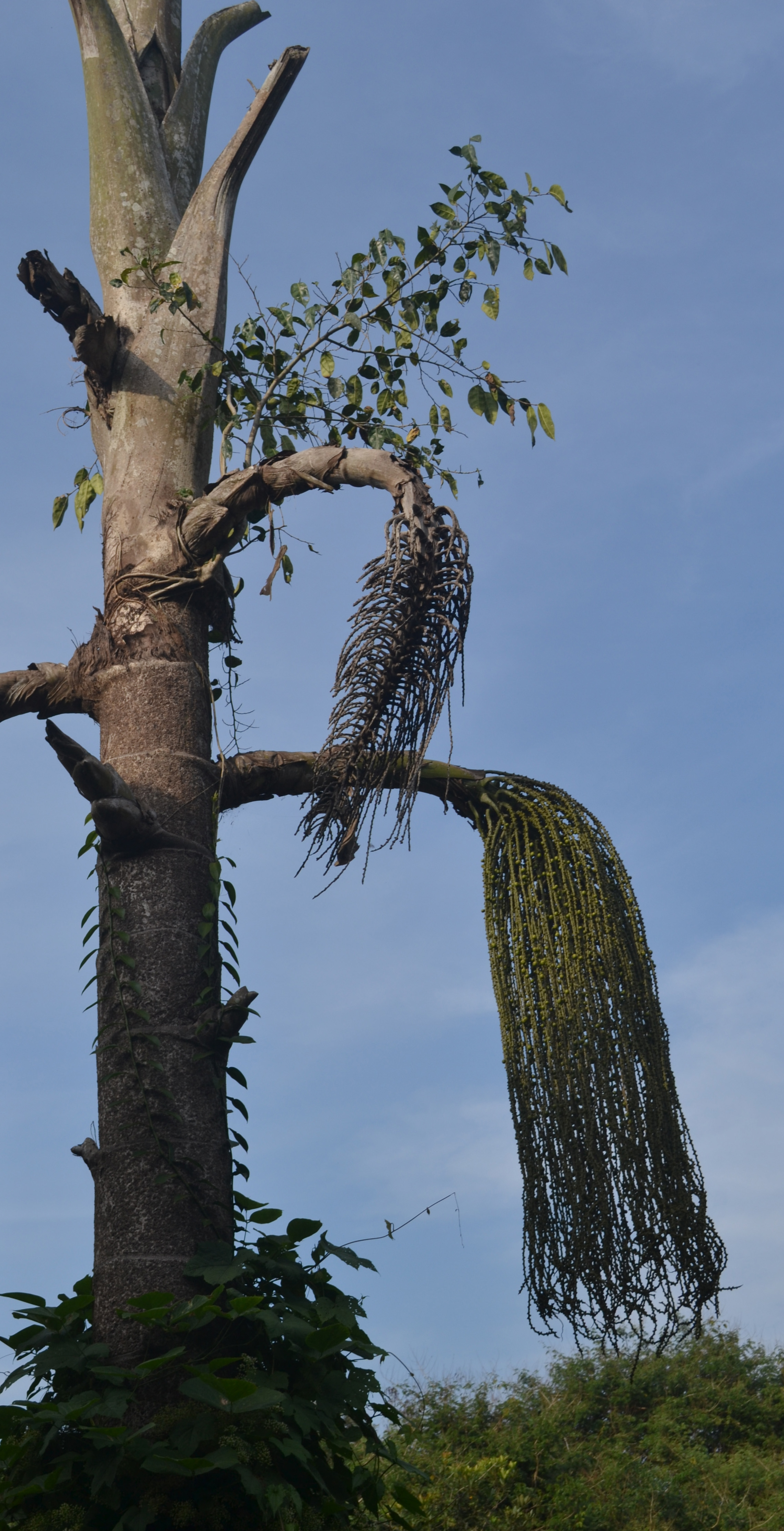
Ficus hemipifita sobre un Caryota urens